# Charles Chandler
Pour les articles homonymes, voir Chandler.
Charles Chandler (né le 21 juillet 1911 à Berkeley (Californie) et mort le 22 juin 1982 à Oakland (Californie)) est un rameur d'aviron américain.

## Palmarès

### Jeux olympiques
- Los Angeles 1932
  -  Médaille d'or en huit[1].